# NGC 3944
NGC 3944 est une galaxie lenticulaire située dans la constellation du Lion. NGC 3944 a été découverte par l'astronome germano-britannique William Herschel en 1785.

## Caractéristiques

### Distance
Sa vitesse par rapport au fond diffus cosmologique est de 3 924 ± 21 km/s, ce qui correspond à une distance de Hubble de 57,9 ± 4,1 Mpc (∼189 millions d'al).
À ce jour, deux mesures non basées sur le décalage vers le rouge (redshift) donnent une distance de 54,500 ± 5,091 Mpc (∼178 millions d'al), ce qui est à l'intérieur des valeurs de la distance de Hubble.

## Groupe de NGC 3902
NGC 3944 fait partie du groupe de NGC 3902. Ce groupe de galaxies comprend au moins cinq galaxies. Les autres galaxies du groupe sont NGC 3902, NGC 3920, UGC 6806 et UGC 6807.